# Shirqat
Shirqat ou Al-Shirqat est une ville irakienne située dans la vallée du Tigre à 250 km au nord de Bagdad et 100 km au sud de Mossoul. Shirqat aurait eu avant sa prise par l'État islamique environ 100 000 habitants

## Histoire
En septembre 2016, la ville de Shirqat est reprise par les forces irakiennes, après deux jours de combats, à l'État islamique qui avait prise la ville en 2014,,.